# اوا پاسکوی
اوا پاسکوی (آلمانی: Eva Paskuy؛ زادهٔ ۱۴ نوامبر ۱۹۴۸) بازیکن هندبال اهل آلمان بود.